# Karlo Bilić
Karlo Bilić (sinh ngày 6 tháng 9 năm 1993) là một cầu thủ bóng đá Croatia thi đấu cho FK Železiarne Podbrezová  ở vị trí hậu vệ.

## Sự nghiệp câu lạc bộ

### FK Železiarne Podbrezová
Bilić ra mắt chuyên nghiệp cho FK Železiarne Podbrezová trước FC Spartak Trnava ngày 29 tháng 7 năm 2017.